# Ester Härne
Ester Wilhelmina Härne, född Thunell 1890 i Flen, död 1983, var en svensk målare.
Hon var dotter till lantbrukaren Carl Johan Thunell och Johanna Albertina Lund samt gift 1913–1928 med köpmannen Albert Hellberg och från 1930 med Torsten Härne. Hon studerade konst i Paris 1926 och vid Wilhelmsons målarskola 1927–1928 samt vid Otte Skölds målarskola 1928 och för Isaac Grünewald 1943. Hon studerade skulptur för den franske konstnären Jean Gounod och företog ett antal studieresor till bland annat Norge, Österrike, Ungern och Italien. Hon medverkade i Statens konstråds inköpsutställning 1939 och ställde ut i Ängby 1942 tillsammans med sin man. Hennes konst består av stilleben, figurer, porträtt och landskapsmotiv utförda i olja eller akvarell.